# Troistorrents
Troistorrents is een gemeente en plaats in het Zwitserse kanton Wallis en maakt deel uit van het district Monthey.
Troistorrents telt 4.347 inwoners.

## Bekende inwoners
- Marianne Maret (1958-), burgemeester van Troistorrents van 2004 tot 2012 en lid van de Kantonsraad.